# Телемеханика (предприятие)
Ордена Почёта акционерное общество «Телемеханика» образовано в 1959 году. Являлось головным предприятием по разработке и производству технических средств управления дорожным движением в СССР.
Предприятие специализируется на разработке и производстве приборов, систем и комплексов телемеханики, технических средств управления дорожным движением, технических средств защиты от града. С 2009 года входит в состав холдинговой компании АО «Росэлектроника» Государственной корпорации Ростех.

## История
- 1959 — решением Кабардино-Балкарского Совнархоза создан Нальчикский завод телемеханической аппаратуры[4][7]
- 1966 — закончено строительство первой очереди завода. Завод — участник ВДНХ СССР
- 1966 — 1970 — Коллектив завода впервые в стране освоил серийный выпуск систем телемеханики для ведущих отраслей народного хозяйства.
- 1968 — На заводе внедрена комплексная система управления качеством труда и продукции.
- 1970 — Плановые задания 8-й пятилетки (1966—1970 гг.) выполнены досрочно, 5 июля 1970 г.
- 1986 — Создано Кабардино-Балкарское ПО «Севкавэлектронмаш». НЗТА имени 50-летия СССР — головное предприятие.
- 1994 — до 1994 года разрабатывались и поставлялись системы телемеханики для дистанционного управления глубоководными командоаппаратами типа «Катран» для в/ч 6278, г. Москва, «Луч — 471 микро» для НИИ Гидроприбор, г. Уральск, ИНЗУМ, г. Москва, «МТК-2000», «УТК-4005» для НИИ Гидроприбор, г. Уральск, «Маршрут-У» для НПО Теплотехника, г. Санкт-Петербург.
- 2005 — предприятием по заказам ФГУП «163 БТРЗ» были освоены и начали выпускаться комплектующие изделия — детали, узлы, специальный инструмент и др. для ремонта бронетанковой техники.
- 2011 — 2017 — предприятием ведётся реализация проекта «Реконструкция и техническое перевооружение предприятия».

## Награды
1975 — Коллектив НЗТА награждён:
- Дипломом ВЦСПС, ЦК ВЛКСМ и Госкома СМ СССР по профтехобразованию по результатам общественного смотра состояния подготовки и повышения квалификации молодых рабочих;
- Дипломом ВЦСПС и ЦК ВЛКСМ за высокие показатели, достигнутые во Всесоюзном общественном смотре использования резервов производства и режима экономии;
- Объединению вручён Диплом оргкомитета «Олимпиада — 80» о присвоении звания «Официальный поставщик Игр XXII Олимпиады в Москве».

1981 — за успехи достигнутые в выполнении заданий 10-й пятилетки социалистических обязательств, объединение Указом Президиума Верховного Совета СССР награждено орденом «Знак Почета».

## Деятельность
Разработка и производство:

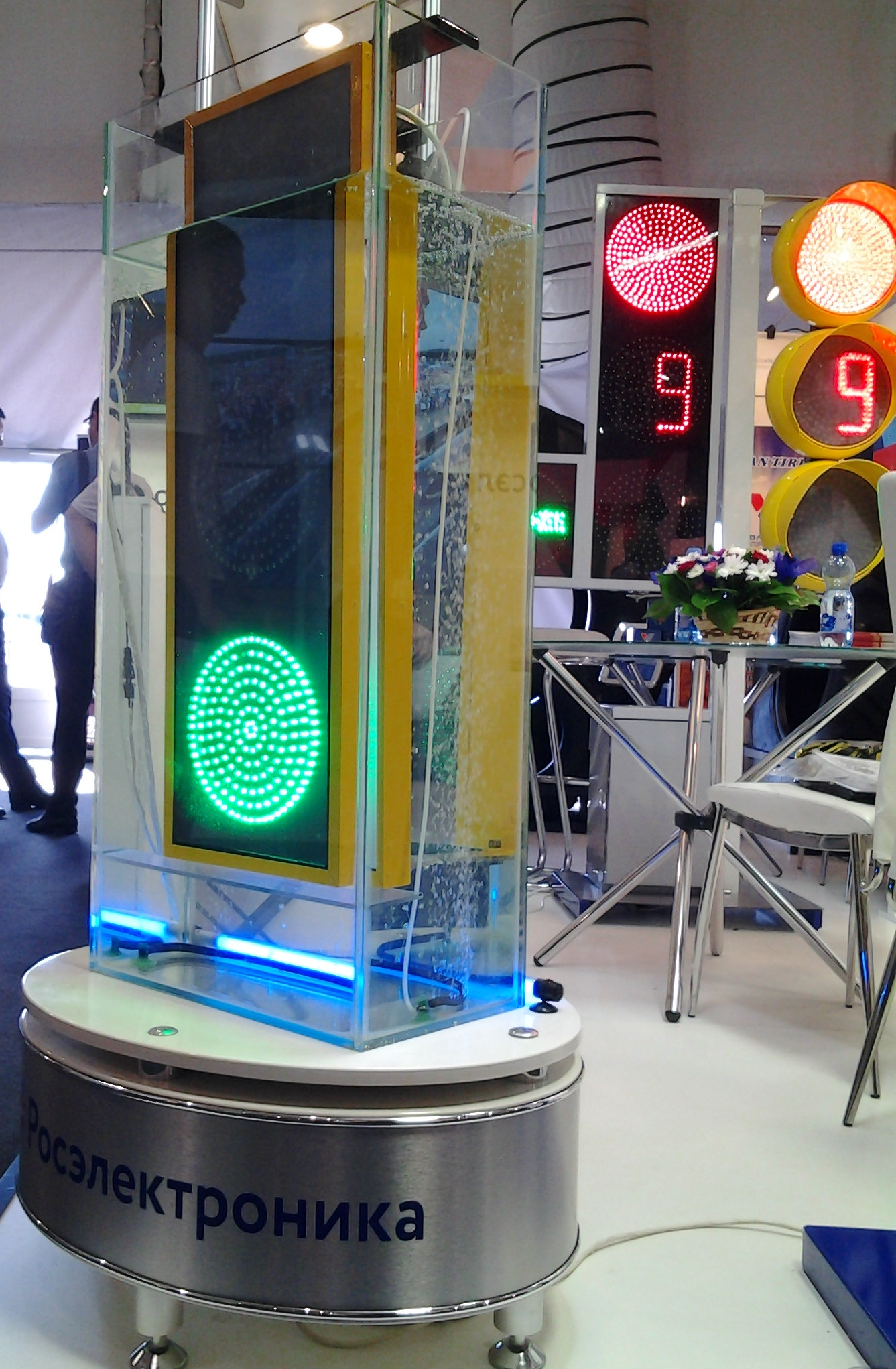
Водозащищенный светодиодный светофор АО «Телемеханика»

- Технических средств управления дорожным движением;[4]
- Светодиодных светильников;[8]
- Информационных табло для систем ГЛОНАСС;[4]
- Технических средств защиты от града и схода лавин;[9]
- Разработка и производство специального инструмента технологической оснастки общепромышленного и специального назначения;[10]
- Производство изделий из пластмассы;[11]
- Производство специализированной техники.

В 2014 году предприятие заняло 7 место по результатам всероссийского интернет-голосования в конкурсе проектов по повышению энергоэффективности и пропаганды энергосберегающего образа жизни, став победителем в номинации «Самая эффективная система энергоменеджмента, лидер внедрения НТД».

## Инновационная продукция
- В 2011 году на экономическом форуме в Красноярске АО «Телемеханика» были продемонстрированы водозащищенные светодиодные светофоры, производимые предприятием.[13] В 2017 году объявлено о начале экспортных поставок адаптивных светодиодных светофоров, способных автоматически учитывать интенсивность естественного освещения, плотность дорожного движения и наличие аварийных ситуаций. Первая экспортная партия произведённых на предприятии светофоров направлена в Иорданию. Светофоры также поставляются в Архангельск, Астрахань, Кемерово, Курск, Москву, Нальчик, Ростов-на-Дону, Рязань, Сочи и Ставрополь.[14][15][16] Контроллеры для светофоров также установлены на 1600 перекрёстках из 1800 в Москве.[4]
- Светодиодные светильники предприятия правительством Кабардино-Балкарии включены в список лауреатов и дипломантов Всероссийского конкурса «100 лучших товаров России»-2011.[17][18]
- Противолавинный комплекс НУРИС, испытания которого состоялись в 2013 году на базе Северо-Кавказского регионального центра МЧС России. В создании принимали участие специалисты НИИ прикладной химии, Высокогорного геофизического института и Северо-Кавказской военизированной службы по воздействию на метеорологические процессы.[19]  Вес комплекса составляет всего 25 килограммов, при этом снаряды взрываются не только при жёстком ударе, но и при попадании в рыхлый снег, а после взрыва боеприпаса калибра 40 мм остаётся лишь безопасная оболочка.[20] Дальность полёта снаряда противолавинного комплекса фугасного типа составляет 1 километр.[21] Комплекс получил название "Нурис" в честь одного из основоположников противолавинной защиты в России, ученого Высокогорного института и начальника базы МГУ в Приэльбрусье Нуриса Урумбаева, погибшего под лавиной в начале 90 годов.[22]
- В 2014 году АО "Телемеханика" представило систему "Безопасный переход", состоящую из дорожных знаков со светодиодной индикацией и шкафа управления или блока питания и управления. Тогда же эти системы начали массово устанавливаться в разных населённых пунктах, в том числе во многих городах Московской области. Установка системы "Безопасный переход" предполагается на опасных нерегулируемых переходах
- В 2016 году АО «Телемеханика»  приступило к выпуску узлов и комплектующих снегогенераторов для итальянской компании ТехноАльпин.[23]